# 1617
1617 (MDCXVII) fue un año común comenzado en domingo según el calendario gregoriano.

## Acontecimientos
- 11 de enero: en la provincia de Alicante (España) se funda el pueblo de Altea.
- 1 de junio: en Ōmura (Japón), el emperador Go-Mizunoo hace ejecutar al sacerdote agustino Alfonso Navarrete y al sacerdote dominico Fernando de San José, además del catequista japonés León Tanaka por profesar la fe católica.[1]
- 5 de junio: la Asamblea Provincial de Bohemia reconoce a Fernando de Estiria (el futuro Fernando II del Sacro Imperio Romano Germánico) como único pretendiente al trono de Bohemia.
- 10 de julio: en la provincia de San Luis Potosí (México) se funda la Misión de San Felipe de Gamotes, actual municipio de Rayón.
- 16 de diciembre: se crea la Gobernación del Paraguay en Sudamérica, por Cédula Real de Felipe II.

### Sin fecha
- En Italia, el pintor Giovanni Francesco Barbieri, también llamado Guercino, pinta la obra Susana y los viejos, de tema bíblico.
- En las islas Filipinas la flota española derrota a la neerlandesa en la batalla de Playa Honda.
- Se publica póstumamente la Historia General del Perú, del Inca Garcilaso de la Vega.
- En Escocia (Reino Unido) se publica póstumamente Rabdologiæ seu numerationis per virgulas libri duo, de John Napier, obra que incluye la descripción del ábaco neperiano.
- En la Semana Santa en Zaragoza se celebra por primera vez la Procesión General del Santo Entierro (es la primera documentada perfectamente, de la que se tiene conocimiento en nuestros días). Organizada por la Muy Ilustre, Antiquísima y Real Hermandad de la Preciosísima Sangre de Nuestro Señor Jesucristo y Madre de Dios de Misericordia.

## Arte y literatura
- Primera edición de Los trabajos de Persiles y Sigismunda de Miguel de Cervantes Saavedra.
- Pedro de Abreu publica En las palabras de la Virgen Nuestra Señora (enlace roto disponible en Internet Archive; véase el historial, la primera versión y la última)..

## Nacimientos
- Giosué Janavel, en Rorá, fue protagonista de las  Pascuas piamontesas  de 1655, y preparó las instrucciones para el  Glorioso Retorno  de los Valdense de 1689.

## Fallecimientos

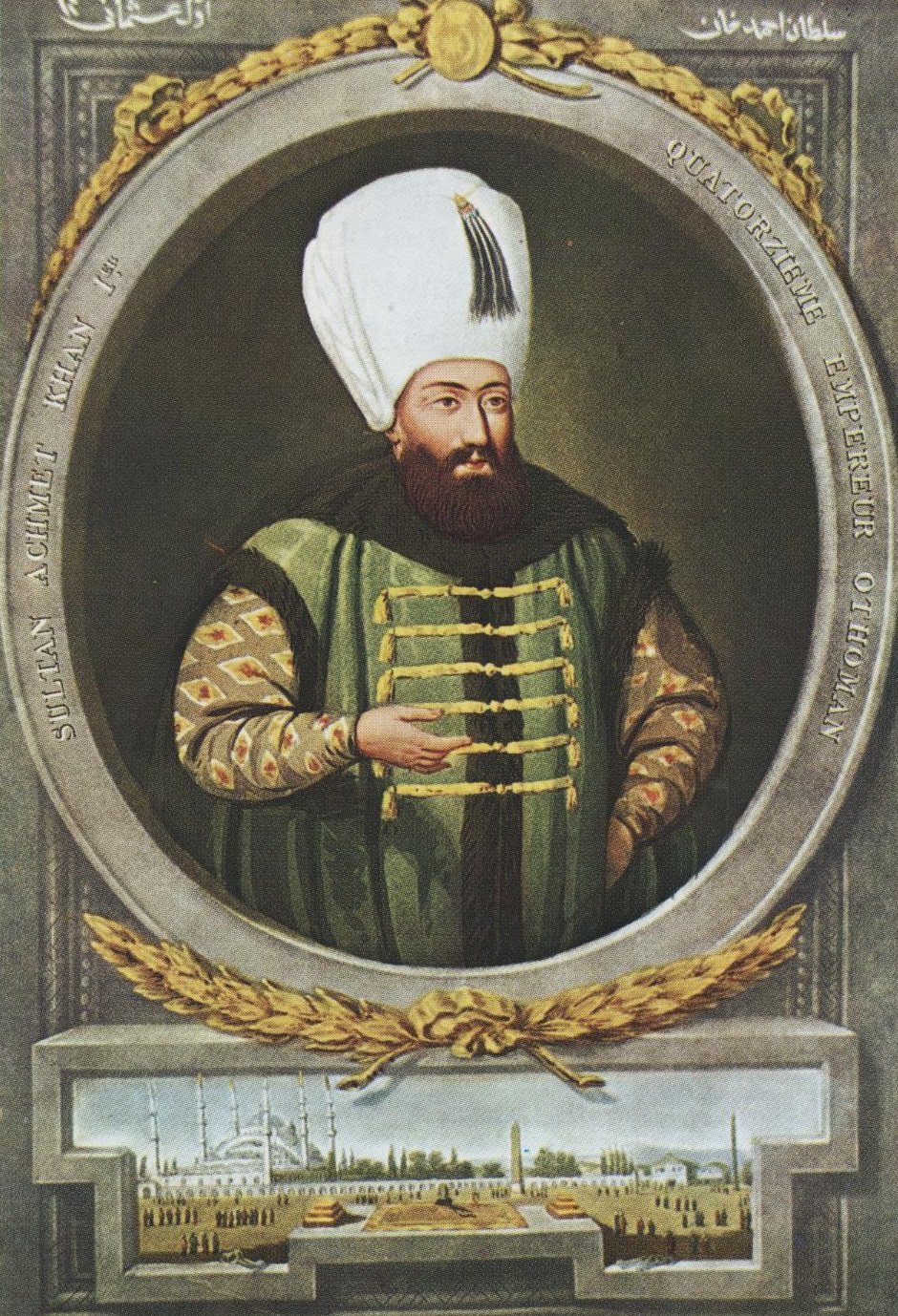
El sultán Ahmed I fallece el 22 de noviembre.

- 1 de enero: Hendrick Goltzius, pintor y grabador flamenco (n. 1558)
- 6 de febrero: Prospero Alpini, botánico y médico italiano (n. 1553)
- 21 de marzo: Pocahontas, princesa indígena estadounidense.
- 4 de abril: John Napier, matemático británico (n. 1550)
- 8 de agosto: Tarquinia Molza, cantante, poetisa, directora, compositora y filósofa natural italiana (n. 1542).
- 24 de agosto: Rosa de Lima, santa peruana (n. 1586)
- 7 de septiembre: Luis de Velasco y Castilla, virrey de Perú y de la Nueva España (n. 1539)
- 25 de septiembre: Francisco Suárez, teólogo español (n. 1548)
- 22 de noviembre: Ahmed I, sultán del Imperio otomano.